# Sant Pere d'Alcàntara (Pedro de Mena)
Sant Pere d'Alcàntara és una talla de fusta policromada de Pedro de Mena Medrano datada entre el 1663 i 1673. Existeixen diverses versions de l'obra. A Catalunya es poden veure còpies al Museu Nacional d'Art de Catalunya i al Museu Frederic Marès de Barcelona.
Sant Pere d'Alcántara, sant franciscà reformador de l'orde, va ser canonitzat l'any 1629 i, al tombant de la segona meitat del segle, va gaudir d'una gran difusió. Pedro de Mena, un dels millors escultors barrocs de l'escola andalusa, va crear aquest encertat model iconogràfic, que va generar una sèrie de la qual han sobreviscut un bon nombre d'escultures.

## Descripció
El sant, dempeus, eleva la mirada cercant la inspiració divina. Vesteix l'hàbit franciscà cenyit amb el cordó, que li marca uns plecs llargs, els quals accentuen la verticalitat de l'obra. La rusticitat de la roba s'aconsegueix amb la policromia feta a punta de pinzell.
El rostre, d'un gran naturalisme i en el qual es concentra tota l'expressivitat de la imatge, retrata un home demacrat, fet a les mortificacions i a les abstinències. El coll, ple d'arrugues, les mans i el peu dret són les úniques parts visibles d'un cos prim que s'endevina sota la túnica.
La talla representa el frare franciscà observant Sant Pere d'Alcàntara (1499-1562) a l'instant de rebre la inspiració divina, just al moment abans de plasmar per escrit aquesta il·luminació. Amb el rostre absort i la mirada fixa, alça el braç dret, en la mà del qual sosté una ploma,
mentre amb el braç esquerre sosté un llibre. Vesteix la saia monacal dels observants o alcantarins, de color grisenc, amb caputxa curta, apedaçada i cordada amb el cíngol.

## Anàlisi
El model artístic deriva de creacions d'Alonso Cano, escultor que va treballar al costat de Pedro de Mena a Granada abans del 1658. Mena va personalitzar aquest tipus iconogràfic, en diferents versions, després del seu viatge a Castella el 1663. A l'artista li interessava la projecció de la religiositat interior del personatge vers el públic, i per això dota la imatge d'uns valors espirituals de caràcter devocional i
místic. El fervor interior es traslluu en l'aspecte físic extern, i es veu en les faccions marcades de la cara. Aquesta emoció s'havia de contenir dins uns límits, fet que es fa evident en la vestimenta austera. Severitat exterior i foc interior, la contradicció de l'asceta, però que mostra fins a quin punt arribava el sentiment religiós a l'Espanya del segle xvii, i la forma magistral que l'autor va saber reflectir.
Pedro de Mena, home d'una religiositat profunda, va saber transmetre en les seves escultures els sentiments espirituals més íntims i l'estat d'èxtasi, els quals s'adeien amb el fervor i la devoció espanyols del moment. Aquests sentiments, plasmats amb una acurada tècnica i un refinat gust estètic, van convertir-lo en un dels escultors més valorats del moment. Va rebre encàrrecs de tota la Península, tant de l'Església com de la societat civil, que va poder atendre amb la col·laboració del seu taller.